# Fresendorfer Keramik
Die Fresendorfer Keramik ist ein elbslawischer Keramikstil,  der ab Mitte des 9. Jahrhunderts bis um das Jahr 1000 im heutigen Mecklenburg-Vorpommern und dem östlichen Holstein verbreitet war. Der von Ewald Schuldt nach Funden im mecklenburgischen  Fresendorf benannte Keramiktyp gilt neben der Menkendorfer Keramik als Leitform der mittelslawischen Keramik. 
Vereinzelt treten bereits plastische, horizontal verlaufende Leisten auf Gefäßen der Fresendorfer Ware auf.
Funde in Ostholstein (Warder) und auf Wollin sind teilweise bis in das 11. Jahrhundert datiert worden.